# マクセル UD
UD（ユーディー、ULTRA DYNAMIC）はかつて日立マクセル（コンシューマー事業部、現・電響社 マクセル事業本部）が製造・販売したコンパクトカセット（≒カセットテープ）、およびオープンリールテープ、日立製作所がLo-DブランドでそのOEMとして販売していたコンパクトカセットの各種商標である。

本項では主にコンパクトカセットとしてのUDとして記述するが便宜上、以下の製品についても記述する。
- UD-XL（1974年 - 1978年まで発売されたUDの上級版〈SLH〉となる音楽録音専用ノーマルポジション用コンパクトカセットテープ。1976年の商品改良に伴い商品名をUD-XL Iに改称し、更に1978年の商品改良に伴いXL Iとしてシリーズから独立）
- UD-XLⅡ（1976年 - 1978年まで発売された上記のUD-XL Iのハイポジション用版となる音楽録音専用ハイポジション用コンパクトカセットテープ。1978年の商品改良に伴いXLⅡとしてシリーズから独立）
- UDI（1983年 - 2010年まで発売されたUDの後継となる音楽録音専用ノーマルポジション用コンパクトカセットテープ。後に商品名をUD1に改称）
- UDI-S（1985年 - 1988年まで発売された初代UDIの高精度カセットハーフ・高音質仕様。後のリニューアルで商品名をUDI-Nに改称）
- UDI-R（1985年 - 1987年まで発売されたオートリバース機(録音機・再生専用機)用に最適とされた音楽録音専用ノーマルポジション用コンパクトカセットテープ）
- UDⅡ（1984年 - 2010年まで発売された音楽録音専用ハイポジション用コンパクトカセットテープ。後に商品名をUD2に改称）
- UDⅡ-U（1985年 - 1988年まで発売された初代UDⅡの高精度カセットハーフ・高音質仕様。後のリニューアルで商品名をUDⅡ-Nに改称）
- METAL UD（1990年 - 2008年まで発売された音楽録音専用メタルポジション用コンパクトカセットテープ）
- UDデザイン復刻版（既存のマクセル UR相当の磁気テープを用いた2016年に数量限定で発売された一般録音・音楽録音兼用ノーマルポジション用コンパクトカセットテープ）
- UD60FM（音楽之友社刊「stereo」2019年11月号の特別付録として添付された音楽録音専用ノーマルポジション用コンパクトカセットテープ）
- UD-60A（2025年5月26日に数量限定で発売された音楽録音専用ノーマルポジション用コンパクトカセットテープ）

## 概要
1970年（昭和45年）6月にULTRA DYNAMIC（UD）の名で発売され、同社を代表するカセットテープ、およびオープンリールテープの各種シリーズ「UD」における初代の製品である。音楽専用として発売されたこのテープはTDKのSDやソニーのHF（第1期）などとともにオーディオテープの高性能化の幕開けとなった。1972年（昭和47年）と1978年（昭和53年）、1981年（昭和56年）にそれぞれ改良が実施され、その際に磁性体の特性も変化している。1978年9月の全面改良においてはピュア・クリスタル(PX)ガンマ酸化鉄を採用。これにより旧製品と比べ広域の出力が上がった。本製品以降、UDは同社の音楽録音専用コンパクトカセットテープのスタンダード（基準）という位置付けで製品展開されていくことになる。しかし、1990年代後半からオーディオ用記録メディアの主流がMDやDAT、CD-R/RWなどといった各種デジタルオーディオ系記録メディアに移行し、コンパクトカセットテープやオープンリールテープの需要が低迷したことを理由に2008年（平成20年）7月までに同社のUDシリーズは生産・出荷終了、これと同時にUDの商標も後述する2016年（平成28年）11月25日発売のUDデザイン復刻版が登場するまで、シリーズ通算38年の歴史に一旦幕を下ろす事となった。

## UDⅠ(UD1)
1983年（昭和58年）9月に初代が発売された。THE MODSのCMソング「激しい雨が」で知られるこの製品は音楽録音専用ノーマルポジション用カセットテープの最下級グレード（発売当初）であり、先代となる4代目UD（1981年 - 1983年）の後継でもある。ハーフは黒で銀色のメッキ調のハーフラベルが貼られている。1988年（昭和63年）5月にハーフの意匠が大幅に変更され、「オーパルフェイスウインドゥ」と呼ばれるテープ残量確認用の窓がある。その後も改良を続けるが2000年（平成12年）の一部改良を最後に2008年（平成20年）7月に後述するUD2と共に製造・出荷終了。2010年末までに流通在庫が全て完売となった。2001年（平成13年）8月に発売されたMUSIC GEAR1（MG1）が事実上の代替製品となった。なお、磁気テープ本体については1990年（平成2年）5月以降の製品において、UD1（UD I）用に最適化されたニュー・ノンポア・エピタキシャル磁性体の採用を経て、製品後期にはブラックマグネタイトI磁性体が採用されたほか、シリーズ最終製品に関しては海外で製造されるようになった。

## UD II(UD2)
1984年（昭和59年）2月に初代が発売された。発売開始当時のCMキャラクターにワム!を起用したことで知られる。この製品はハイポジション（クロムポジション）用カセットテープの最下級グレード（発売当初）であり、ハーフは黒で金色のメッキ調のハーフラベルが貼られている。上記のUD Iと同様に1988年5月にハーフの意匠が大幅に変更され、「オーパルフェイスウインドゥ」と呼ばれるテープ残量確認用の窓がある。その後も改良を続けるがこちらも2000年の一部改良を最後に2008年7月にUD1と共に製造・出荷終了。2010年末までに流通在庫が全て完売となった。2001年8月に発売されたMUSIC GEAR2（MG2）が事実上の代替製品となった。なお、磁気テープ本体については1990年5月以降の製品において、UD2（UD II）用に最適化されたニュー・クリア・エピタキシャル磁性体の採用を経て、製品後期にはブラックマグネタイトII磁性体が採用されたほか、シリーズ最終製品に関しては海外で製造されるようになった。

## UD I-S/UD I-N
初代UDⅠの横展開製品であり、1985年（昭和60年）8月に発売された。ハーフは三角の窓のようなものが施されている。1986年（昭和61年）9月にUD I-Nに改称。磁気テープ本体の性能・音質自体は初代UD Iを若干上回っている。1988年5月に先述の2代目UD Iに統合される形で販売終了。

## UD I-R
初代UDⅠの横展開製品であり、1985年（昭和60年）8月に発売された。ハーフはオートリバース機での使用に特化された製品故、A面側とB面側のハーフの意匠が全く異なっていた。磁気テープ本体の性能・音質自体は初代UD Iと全く同じである。1988年5月に先述の2代目UD Iに統合される形で販売終了。

## UD II-U/UD II-N
初代UD IIの横展開製品であり、1985年8月に発売された。ハーフは先述のUD I-S同様、三角の窓のようなものが施されている。1986年9月にUD II-Nに改称。磁気テープ本体の性能・音質自体は初代UD IIを若干上回っている。1988年5月に先述の2代目UD IIに統合される形で販売終了。

## METAL UD
1989年（平成元年）3月から1990年6月まで発売されていた事実上の先代となるMETAL Capsule（メタル・カプセル）の後継として、1990年7月に発売された。磁性体には当初、新開発のスピンテック・メタルアロイ磁性体が採用されていたが後にメタルアロイ磁性体に変更となった。その後も改良を続けるが、1998年（平成10年）8月発売の6代目METAL UDを最後に2003年（平成15年）7月に生産・出荷終了。2008年末までに流通在庫が全て完売となった。

## UDデザイン復刻版
日立マクセル（現・マクセル）のコンパクトカセットテープ発売50周年を記念し、2016年（平成28年）11月25日より数量限定で発売。2代目UDのパッケージ全体の意匠をほぼ再現しているが、磁気テープ本体は同社が発売する既存のUR（UR-M）に相当する磁気テープが使用されており、製品の製造は日本国内で行われた。

## UD60FM
音楽之友社刊「stereo」2019年（令和元年）11月号の特別付録として添付。UD60FM専用に開発されたγ-ヘマタイト磁性体が用いられているが、実際の音質は3代目・4代目UDに相当する。この製品も上記のUDデザイン復刻版同様、製品の製造は日本国内で行われた。

## UD-60A
UDシリーズ生誕55周年を記念し、電響社 マクセル事業本部から2025年（令和7年）5月26日より順次、数量限定で発売。1981年（昭和56年）10月から1983年（昭和58年）9月まで発売されていた4代目UDのカセットハーフ・ラベルの意匠をオマージュとして用いられたほか、UD-60A用向けに最適化されたγ-ヘマタイト磁性体を採用している。なお、製品の製造・組立・出荷に関しては共にインドネシアで行われる。タイムバリエーションは60分（片面30分）のみ。2025年7月現在、既に完売済みとなっている。